# Ostrowy Tuszowskie
Ostrowy Tuszowskie – wieś w Polsce położona w województwie podkarpackim, w powiecie kolbuszowskim, w gminie Cmolas.
W latach 1954–1959 wieś była siedzibą gromady Ostrowy Tuszowskie, po jej zniesieniu w gromadzie Jagodnik. W latach 1975–1998 miejscowość administracyjnie należała do województwa rzeszowskiego.
Miejscowość jest siedzibą parafii Wniebowzięcia NMP, należącej do dekanatu Kolbuszowa Zachód, diecezji rzeszowskiej.
| SIMC    | Nazwa            | Rodzaj    |
| ------- | ---------------- | --------- |
| 0646877 | Foce             | część wsi |
| 0646883 | Fraszki          | część wsi |
| 0646890 | Kolonia          | część wsi |
| 0646908 | Nowa Wieś        | część wsi |
| 0646914 | Pateraki         | część wsi |
| 0646920 | Podkościele      | część wsi |
| 0646937 | Ulanów           | część wsi |
| 0646943 | Zagrody Drugie   | część wsi |
| 0646950 | Zagrody Pierwsze | część wsi |

## Historia

### Początki miejscowości
Pierwsza pisana wzmianka o dzisiejszych Ostrowach Tuszowskich pochodzi z 1538 roku - zawiera ją ówczesny rejestr poborowy. Wtedy miejscowość ta znana była pod nazwą Sława Góra. Później nazwę tę zmieniono, w dokumentach staropolskich można odnaleźć ją jako "Ostrowy seu Sławogóry". Wkrótce, bo w 1566 roku wieś lokowana była powtórnie. Informacja taka zawarta była w akcie dotacyjnym króla Zygmunta Augusta. Osada miała być wówczas wsią królewską.

### Zabór austriacki
W 1783 r. w ramach kolonizacji józefińskiej na terenie przylegającym do granic miejscowości utworzono kolonię dla niemieckich osadników o nazwie Sandlautern,     w której pierwotnie miało osiąść 14 rodzin - 48 osób, wszystkie wyznania katolickiego. Mieszkańcy kolonii szybko się zasymilowali i zatracili umiejętność posługiwania się językiem niemieckim. Sama kolonia przestała istnieć wraz z początkiem I wojny światowej, stając się przysiółkiem miejscowości i jej integralną częścią.
W Słowniku Geograficznym Królestwa Polskiego z 1886 r. tak przedstawiono miejscowość: 
"Ostrów przy Tuszowie, z Zagrodami, Paterakami, Starą Wsią, Budą Tuszowską, Focą i Kątnikami, wieś zwana także Ostrowy Tuszowskie, powiat kolbuszowski. Posiada kościół parafialny rzymskokatolicki (diecezja tarnowska, dekanat mielecki) i szkołę ludową. Kościół drewniany z 1562 roku. Do parafii należy Kumorów, Przyłęk, Toporów i Szydłowiec. W 1880 roku było tu 1204 mieszkańców, szematyzm duchowy podaje jednak 1120 rzym.-kat. i 83 izraelitów. Budy Tuszowskie są kolonią niemiecką, założoną na części kameralnej wsi Tuszowa. O. ma kasę pożyczkową gminną: z kapitałem 2959 zł. kolonia zaś z kapitałem 547 zł. Fundusz ubogich założony przez ks. Anzelma Urbańskiego i Feliksa Kamieńskiego ma 275 zł - Pos. większa M. Hirscha, izraelity ma 24 mr. roli, l Imr. łąk, l Imr. pastwisk i 1813 mr. sosnowego boru pos. mniejsza 1507 mr. roli, 348 łąk, 363 pastwisk i 365 lasu. Ta rozproszona w licznych przysiółkach osada leży blisko źródeł potoku Jamnicy, ginącego w błotach bobulskich, w piaszczystej, sosnowym borem pokrytej równinie kolbuszowskiej (218 m), w północnym stoku małego wzniesienia zwanego Ostrowy (254 m). Przysiółki Pateraki, Kotniki i karczma Brazylia lezą na północ od wsi, wśród lasu, na prawym brzegu Jamnicy. Budy Tuszowskie — na zachód od Huty Komorowskiej. Na zachód wieś graniczy Z Toporowem na południe z Kossowym, na wschód z Jagodnikiem, na północ z Ostrowem Baronowskim."

### Dwudziestolecie międzywojenne i II wojna światowa
Według spisu ludności z 30 września 1921 roku w Ostrowach Tuszowskich mieszkało 1156 osób w 226 domach, jedna osoba była wyznania mojżeszowego,              a pozostałe 1155 wyznania rzymskokatolickiego. Ostrowy Tuszowskie-Kolonię zamieszkiwało 164 osoby w 30 budynkach mieszkalnych, z których 153 było wyznania rzymskokatolickiego, a 11 mojżeszowego. Wszyscy mieszkańcy zdeklarowali polską narodowość. 
Wieś została całkowicie wysiedlona wraz z kilkudziesięcioma sąsiadującymi miejscowościami wiosną 1941 roku, w ramach rozbudowy poligonu w Dębie. Podczas II wojny światowej na terenie Ostrów Tuszowskich intensywnie działał oddział partyzancki pod dowództwem Wojciecha Lisa.

### Współcześnie
Miejscowość jest w pełni stelefonizowana i zgazyfikowana. Na terenie wsi swoją siedzibę ma ośmioklasowa Szkoła Podstawowa im. Marszałka Józefa Piłsudskiego, do której to rejonowo podlegają dzieci z Ostrów Tuszowskich i Toporowa. Kompleks szkolny jest połączony z oddziałem przedszkolnym oraz dwoma boiskami sportowymi z siłownią i placem zabaw.
Dnia 26 stycznia 2013 r. przy budynku szkoły zostało otwarte Centrum Edukacji Ekologicznej Puszcza Sandomierska, które pełni funkcję dydaktyczno-wizualną.
W miejscowości utworzono ścieżkę przyrodniczo-kulturową "Po złoto na górę", opisującą za pomocą dziewięciu przystanków walory turystyczne i kulturowe tej części Puszczy Sandomierskiej. Ostatni przystanek to punkt widokowy ulokowany na najwyższym wzniesieniu w okolicy, zwanym Złotą Górą, który stanowi atrakcje turystyczną.
W miejscowości działa jednostka ochotniczej straży pożarnej z własnym budynkiem remizy, Wiejski Ośrodek Zdrowia oraz Stowarzyszenie "Ostrowy".

## Kościół
Nieznana jest data powstania parafii w Ostrowach Tuszowskich. Jedyna pewna informacja na ten temat, to fakt, iż parafię uposażył wraz z lokacją wsi król Zygmunt August. Uposażenie na niewiele się jednak przydało, bowiem do powstania parafii w efekcie wtedy nie doszło, erygowana została dopiero 10 grudnia 1574 roku. Pewne jest, że parafia funkcjonowała w 1595 roku, gdyż w roku tym archidiakon krakowski ks. Krzysztof Kazimierski zanotował, że w Ostrowach z powodu morowej zarazy we wsi, wizyty odbyć nie było można.
Pierwszy kościół był drewniany, konsekrowany około 1630 roku przez biskupa Tomasza Oborskiego - sufragana krakowskiego. Z powstaniem tej świątyni związana jest legenda otóż: w miejscu, gdzie dzisiaj stoi kościół, niegdyś była puszcza, w której często urządzano polowania. Pewien rycerz bardzo znużony, zasnął w lesie modrzewiowym pod jednym z drzew. We śnie objawiła mu się Matka Boża i powiedziała: Przyszłam tu z Włoch i tu postawisz mi kościół. Rycerz nie żałował kosztów. Kościół zbudowany został właśnie z modrzewia.
Nie wiadomo jaki obraz Matki Bożej znajdował się początkowo w wielkim ołtarzu. Obecny wizerunek zwany jest obrazem "Madonny z Puszczy". Tradycja mówi, że obraz ten pochodzi z Rzymu. Jest on kopią obrazu z Bazyliki Matki Bożej Większej w Rzymie. Obraz był darem królewskim i od początku był czczony jako łaskami słynący, o czym świadczą pochodzące z XVII wieku wota. Z dawnych wotów nie zachowało się ani jedno. Władze austriackie w 1794 roku skonfiskowały wszystkie.

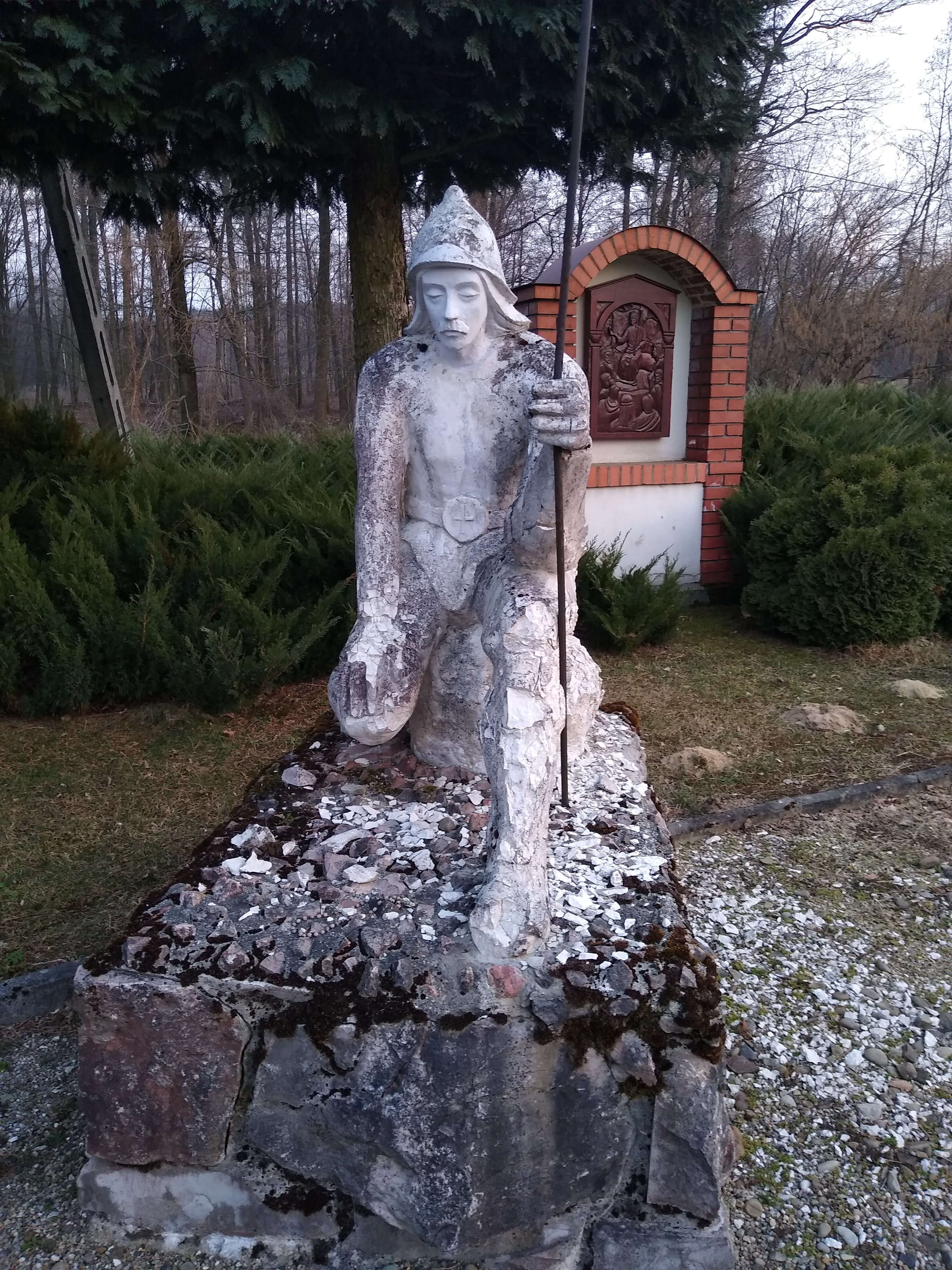
Pomnik rycerza w Ostrowach Tuszowskich związany z legendą o powstaniu kościoła

Od XVII wieku Madonna z Puszczy cieszy się wielką czcią. Liczne pielgrzymki z okolicznych parafii przybywały do Madonny pieszo, by prosić Ją o łaski i dziękować za otrzymane dobrodziejstwa. Stale składane wota były dowodem wielu doznanych łask. Obecnie kult Matki Bożej Ostrowskiej coraz bardziej się rozszerza. Świadczą               o tym pielgrzymki. Parafianie miejscowi w każdą środę licznie gromadzą się u stóp swej Pani na Nieustającej Nowennie do Madonny Ostrowskiej.
Obecny kościół pw. Wniebowzięcia Matki Boskiej wzniesiony został w latach 1900–1902, wtedy też przeniesiono do niego słynący łaskami obraz. Budowla ta ma charakter neogotycki — od frontu umieszczona została wieża. Także polichromia wykonana w 1905 roku jest neogotycka, figuralne-ornamentalna. Witraże wykonane zostały przez M. Romańczyka z Krakowa. Na wyposażeniu kościoła są: feretrony z XVIII i XIX wieku, monstrancja z I poł. XIX wieku, kielichy z 2 poł. wieku XVIII, świeczniki z początku XX wieku, ornaty z XVIII wieku i welon z II poł. XIX wieku.
Nieopodal kościoła usytuowana była parterowa plebania, obecnie przeniesiona do skansenu w Kolbuszowej. Tradycja mówi, że powstała z drzewa modrzewiowego, uzyskanego z rozbiórki kościoła. W plebanii znajdowały się dokumenty dotyczące kościoła z XVII i XVIII wieku, księgi parafialne prowadzone od roku 1620, a także barokowy obraz św. Stanisława Kostki datowany na 1730 rok i barokowy krucyfiks z I poł. XVIII wieku.
Pośrodku wsi ustawiona została kapliczka, która wzniesiona została zapewne w I poł. XIX wieku, na rzucie prostokąta. Jest ona murowana, otynkowana, zamknięta trójbocznie, opięta na narożach lizenami, zwieńczona profilowanym gzymsem. W ołtarzyku znajduje się rzeźba Matki Boskiej z Dzieciątkiem - współczesna kapliczce. Dach jest dwuspadowy.

## Sport
W 1999 roku w powstał klub piłkarski - "KS Florian Ostrowy Tuszowskie". Nazwa klubu pochodzi od św. Floriana patrona strażaków. W sezonie 2024/2025 klub gra w  klasie A w grupie Rzeszów III - Mielec. 

## Ludzie urodzeni w Ostrowach Tuszowskich
- Wojciech Lis (1913–1948), żołnierz AK, NSZ, WiN, dowódca oddziału partyzanckiego walczącego przeciw Niemcom i Sowietom w Puszczy Sandomierskiej
- Emil Rzeszutek (1940–1997), ksiądz
- Michał Śledziona (1895–1920), podporucznik piechoty Wojska Polskiego, kawaler Orderu Virtuti Militari